# Giga Chikadze
Giga Chikadze (Tiflis, Georgia, 25 de agosto de 1988) es un artista marcial mixto georgiano que compite en la categoría de peso pluma de Ultimate Fighting Championship (UFC). Desde el 16 de abril de 2024, está en la posición #10 del ranking de peso pluma de UFC.

## Primeros años
Nació el 25 de agosto de 1988 en Tiflis. Entre los 4 y los 5 años empezó a entrenar artes marciales.

## Carrera de artes marciales mixtas

### World Series of Fighting
Hizo su debut en las artes marciales mixtas como peso ligero en la WSOF, enfrentándose al luchador de Xtreme Couture Gil Guardado. Perdió el combate por decisión unánime.

### Gladiator Challenge
Se uniría a una promoción conocida como Gladiator Challenge, y disfrutaría de una racha de cinco victorias en las que todas los combates terminaron por nocaut en el primer asalto.

### Dana White's Tuesday Night Contender Series
A mediados de junio de 2018, se unió al Dana White's Contender Series 10 del presidente de la UFC Dana White en Las Vegas, Nevada, para enfrentarse al ex concursante de The Ultimate Fighter Austin Springer en un combate de peso pluma. Sufriría su segunda derrota profesional en su carrera de MMA tras perder por sumisión en el tercer asalto.

### Regreso a Gladiator Challenge
Tras perder con Springer, regresaría a la división de peso ligero de Gladiator Challenge, obteniendo una rápida victoria por sumisión y un rápido TKO después.

### Ultimate Fighting Championship

#### 2019
Se esperaba que Chikadze enfrentara a Mike Davis el 28 de septiembre de 2019 en UFC Fight Night 160. Sin embargo, Davis se retiraría del combate debido a problemas de salud y fue sustituido por Brandon Davis. Ganó la pelea por decisión dividida.

#### 2020
Chikadze enfrentó a Jamall Emmers el 7 de marzo de 2020 en UFC 248. Ganó el combate por decisión dividida.
Se esperaba que Chikadze enfrentara a Mike Davis el 16 de mayo de 2020 en UFC on ESPN 8. Sin embargo, Davis se retiraría del combate debido a una enfermedad relacionada con el corte de peso y fue sustituido por Irwin Rivera. Ganó la pelea por decisión unánime.
Se esperaba que Chikadze enfrentara a Alex Caceres el 29 de agosto de 2020 en UFC Fight Night 175. Sin embargo, se retiró del combate por haber dado positivo en COVID-19 y fue sustituido por Kevin Croom.
Chikadze enfrentó a Omar Morales el 11 de octubre de 2020 en UFC Fight Night 179. Ganó la pelea por decisión unánime.
Chikadze enfrentó a Jamey Simmons el 7 de noviembre de 2020 en UFC on ESPN 17. Ganó la pelea por TKO en el primer asalto. Esta pelea lo hizo merecedor de su primer premio de Actuación de la Noche.

#### 2021
Chikadze enfrentó a Cub Swanson el 1 de mayo de 2021 en UFC on ESPN 23. Ganó la pelea por TKO en el primer asalto. Esta pelea lo hizo merecedor de su segundo premio de Actuación de la Noche.
Chikadze enfrentó a Edson Barboza el 28 de agosto de 2021 en UFC on ESPN 30. Ganó la pelea por TKO en el tercer asalto. Esta pelea lo hizo merecedor de su tercer premio de Actuación de la Noche.

#### 2022
Chikadze enfrentó a Calvin Kattar el 15 de enero de 2022, en UFC on ESPN: Kattar 302. Perdió la pelea por decisión unánime. Esta pelea lo hizo merecedor de su primer premio de Pelea de la Noche.
El 22 de mayo de 2022 se anunció que recibirá el Premio comunitario de UFC Forrest Griffin 2022 por su excepcional labor de voluntariado y caridad para su fundación sin ánimo de lucro "Knockout Cancer Foundation", que ayuda a las personas que luchan contra el cáncer con apoyo financiero para las facturas médicas.
Chikadze estaba programado para enfrentar a Sodiq Yusuff el 17 de septiembre de 2022, en UFC Fight Night 210. Sin embargo, la semana antes del evento, Chikadze se retiró de la pelea por una lesión y la pelea fue cancelada.

#### 2023
Chikadze enfrentó a Alex Caceres el 26 de agosto de 2023, en UFC Fight Night 225. Ganó la pelea por decisión unánime.
Chikadze estaba programado para enfrentar a Josh Emmett el 16 de diciembre de 2023, en UFC 296. Sin embargo, Chikadze se retiró de la pelea por una lesión no revelada, y fue reemplazado por Bryce Mitchell.

#### 2024
Chikadze está programado para enfrentar a Arnold Allen el 24 de julio de 2024, en UFC 304.

## Vida personal
Ha declarado que fue a la universidad y se graduó en Administración de Empresas.

## Campeonatos y logros

### Artes marciales mixtas
- Ultimate Fighting Championship
  - Actuación de la Noche (tres veces) vs. Jamey Simmons, Cub Swanson y Edson Barboza[18][21][24]
  - Pelea de la Noche (una vez) vs. Calvin Kattar[27]
- Premio comunitario Forrest Griffin 2022[28]

- MMAjunkie.com
  - Luchador del año 2020 bajo el radar[37]
- Luchador revelación del año 2021[38]

## Récord en artes marciales mixtas
| Récord profesional | Récord profesional | Récord profesional |
| 19 peleas          | 15 victorias       | 4 derrotas         |
| ------------------ | ------------------ | ------------------ |
| Nocaut             | 9                  | 0                  |
| Sumisión           | 1                  | 1                  |
| Decisión           | 5                  | 3                  |

| Resultado | Récord | Oponente          | Método                             | Evento                                          | Fecha                    | Ronda | Tiempo | Localización              | Notas                  |
| --------- | ------ | ----------------- | ---------------------------------- | ----------------------------------------------- | ------------------------ | ----- | ------ | ------------------------- | ---------------------- |
| Derrota   | 15-4   | Arnold Allen      | Decisión (unánime)                 | UFC 304                                         | 27 de julio de 2024      | 3     | 5:00   | Mánchester                |                        |
| Victoria  | 15–3   | Alex Caceres      | Decisión (unánime)                 | UFC Fight Night: Holloway vs. The Korean Zombie | 26 de agosto de 2023     | 3     | 5:00   | Kallang                   |                        |
| Derrota   | 14-3   | Calvin Kattar     | Decisión (unánime)                 | UFC on ESPN: Kattar vs. Chikadze                | 15 de enero de 2022      | 5     | 5:00   | Las Vegas, Nevada         | Pelea de la Noche.     |
| Victoria  | 14-2   | Edson Barboza     | TKO (golpes)                       | UFC on ESPN: Barboza vs. Chikadze               | 28 de agosto de 2021     | 3     | 1:44   | Las Vegas, Nevada         | Actuación de la Noche. |
| Victoria  | 13-2   | Cub Swanson       | TKO (patada al cuerpo y puñetazos) | UFC on ESPN: Reyes vs. Procházka                | 1 de mayo de 2021        | 1     | 1:03   | Las Vegas, Nevada         | Actuación de la Noche. |
| Victoria  | 12-2   | Jamey Simmons     | TKO (patada en la cabeza y golpes) | UFC on ESPN: Santos vs. Teixeira                | 7 de noviembre de 2020   | 1     | 3:51   | Las Vegas, Nevada         | Actuación de la Noche. |
| Victoria  | 11-2   | Omar Morales      | Decisión (unánime)                 | UFC Fight Night: Moraes vs. Sandhagen           | 11 de octubre de 2020    | 3     | 5:00   | Abu Dhabi                 |                        |
| Victoria  | 10-2   | Irwin Rivera      | Decisión (unánime)                 | UFC on ESPN: Overeem vs. Harris                 | 16 de mayo de 2020       | 3     | 5:00   | Jacksonville, Florida     |                        |
| Victoria  | 9-2    | Jamall Emmers     | Decisión (dividida)                | UFC 248                                         | 7 de marzo de 2020       | 3     | 5:00   | Las Vegas, Nevada         |                        |
| Victoria  | 8-2    | Brandon Davis     | Decisión (dividida)                | UFC Fight Night: Hermansson vs. Cannonier       | 28 de septiembre de 2019 | 3     | 5:00   | Copenhague                |                        |
| Victoria  | 7-2    | Damien Manzanares | TKO (sumisión a golpes)            | Gladiator Challenge: MMA World Championships    | 23 de marzo de 2019      | 1     | 0:45   | Whitney, California       |                        |
| Victoria  | 6-2    | C.J. Baines       | Sumisión (armbar)                  | Gladiator Challenge: Summer Showdown            | 11 de agosto de 2018     | 1     | 0:12   | Rancho Mirage, California | Pelea en peso ligero.  |
| Derrota   | 5-2    | Austin Springer   | Sumisión (rear-naked choke)        | Dana White's Contender Series 10                | 19 de junio de 2018      | 3     | 4:10   | Las Vegas, Nevada         | Debut en peso pluma.   |
| Victoria  | 5-1    | Kevin Ceron       | TKO (puñetazo)                     | Gladiator Challenge: MMA Fighting Championship  | 21 de abril de 2018      | 1     | 2:37   | Rancho Mirage, California |                        |
| Victoria  | 4-1    | Kevin Gratts      | KO (puñetazo)                      | Gladiator Challenge: Season's Beatings          | 16 de diciembre de 2017  | 1     | 1:17   | Rancho Mirage, California |                        |
| Victoria  | 3-1    | Julian Hernandez  | TKO (puñetazo)                     | Gladiator Challenge: Summer Feud                | 10 de junio de 2017      | 1     | 0:49   | Rancho Mirage, California |                        |
| Victoria  | 2-1    | Anthony Ross      | TKO (puñetazo)                     | Gladiator Challenge: Absolute Beat Down         | 25 de marzo de 2017      | 1     | 0:10   | San Jacinto, California   |                        |
| Victoria  | 1-1    | Joe Bear          | TKO (retiro)                       | Gladiator Challenge: Season's Beatings          | 17 de diciembre de 2016  | 1     | 1:50   | San Jacinto, California   |                        |
| Derrota   | 0-1    | Gil Guardado      | Decisión (unánime)                 | WSOF 26                                         | 18 de diciembre de 2015  | 3     | 5:00   | Las Vegas, Nevada         | Debut en peso ligero.  |